# Mezistátní utkání české hokejové reprezentace v sezóně 2001/2002
Mezistátních utkání české hokejové reprezentace v sezóně 2001/2002 bylo celkem 33 s celkovou bilancí 19 vítězství, 3 remízy a 11 porážek. Nejprve odehrála reprezentace 1 přátelský zápas s Polskem, pak 3 zápasy na Česká pojišťovna Cupu 2001, následovaly 4 zápasy na listopadových Švédských hokejových hrách 2001 a 1 přátelský zápas s Finskem. Potom to byly 3 zápasy na Baltika Cupu 2001 a 4 zápasy na Zimních olympijských hrách 2002. V dubnu 2002 sehrála reprezentace celkem 7 přátelských zápasů a 3 zápasy na Karjala Cupu 2002. Následovalo 7 zápasů na Mistrovství světa v ledním hokeji 2002.

## Přehled mezistátních zápasů
| Pořadí | Datum        |       | Výsledek                             | Soupeř    | Soutěž                          | Místo utkání     |
| ------ | ------------ | ----- | ------------------------------------ | --------- | ------------------------------- | ---------------- |
| 1429.  | 4. 9. 2001   | Česko | 2 : 2 (1:1, 1:0, 0:1)                | Polsko    | přátelsky                       | Osvětim          |
| 1430.  | 6. 9. 2001   | Česko | 4 : 5sn (1:1, 1:1, 2:2 – 0:0, 0:1)   | Rusko     | Česká pojišťovna Cup 2001       | Zlín             |
| 1431.  | 8. 9. 2001   | Česko | 1 : 3 (1:1, 0:1, 0:1)                | Švédsko   | Česká pojišťovna Cup 2001       | Zlín             |
| 1432.  | 9. 9. 2001   | Česko | 0 : 3 (0:2, 0:0, 0:1)                | Finsko    | Česká pojišťovna Cup 2001       | Zlín             |
| 1433.  | 6. 11. 2001  | Česko | 7 : 2 (4:1, 2:0, 1:1)                | Finsko    | Švédské hokejové hry 2001       | Helsinky         |
| 1434.  | 8. 11. 2001  | Česko | 2 : 1pp (0:1, 1:0, 0:0 – 1:0)        | Švédsko   | Švédské hokejové hry 2001       | Stockholm        |
| 1435.  | 9. 11. 2001  | Česko | 3 : 1 (1:0, 1:1, 1:0)                | Kanada    | Švédské hokejové hry 2001       | Stockholm        |
| 1436.  | 11. 11. 2001 | Česko | 2 : 3 (0:1, 1:1, 1:1)                | Rusko     | Švédské hokejové hry 2001       | Stockholm        |
| 1437.  | 16. 12. 2001 | Česko | 4 : 0 (2:0, 0:0, 2:0)                | Finsko    | přátelsky                       | Helsinky         |
| 1438.  | 18. 12. 2001 | Česko | 4 : 3los* (0:1, 2:1, 1:1 – 0:0, 1:0) | Švédsko   | Baltika Cup 2001                | Moskva           |
| 1439.  | 20. 12. 2001 | Česko | 4 : 2 (0:0, 2:1, 2:1)                | Finsko    | Baltika Cup 2001                | Moskva           |
| 1440.  | 22. 12. 2001 | Česko | 4 : 0 (3:0, 1:0, 0:0)                | Rusko     | Baltika Cup 2001                | Moskva           |
| 1441.  | 15. 2. 2002  | Česko | 8 : 2 (3:0, 3:1, 2:1)                | Německo   | Zimní olympijské hry 2002 (ZS)  | Provo            |
| 1442.  | 17. 2. 2002  | Česko | 1 : 2 (0:1, 1:1, 0:0)                | Švédsko   | Zimní olympijské hry 2002 (ZS)  | West Valley City |
| 1443.  | 18. 2. 2002  | Česko | 3 : 3 (1:1, 1:1, 1:1)                | Kanada    | Zimní olympijské hry 2002 (ZS)  | West Valley City |
| 1444.  | 20. 2. 2002  | Česko | 0 : 1 (0:0, 0:1, 0:0)                | Rusko     | Zimní olympijské hry 2002 (ČTF) | Provo            |
| 1445.  | 4. 4. 2002   | Česko | 2 : 3 (1:1, 0:0, 1:2)                | Švýcarsko | přátelsky                       | Mladá Boleslav   |
| 1446.  | 5. 4. 2002   | Česko | 4 : 3 (1:1, 2:2, 1:0)                | Švýcarsko | přátelsky                       | Tábor            |
| 1447.  | 9. 4. 2002   | Česko | 5 : 1 (2:0, 3:1, 0:0)                | Slovensko | přátelsky                       | Olomouc          |
| 1448.  | 10. 4. 2002  | Česko | 2 : 0 (1:0, 1:0, 0:0)                | Slovensko | přátelsky                       | Martin           |
| 1449.  | 16. 4. 2002  | Česko | 4 : 4 (0:0, 1:2, 3:2)                | Slovensko | přátelsky                       | Brno             |
| 1450.  | 18. 4. 2002  | Česko | 2 : 4 (2:1, 0:2, 0:1)                | Švédsko   | Karjala Cup 2002                | Stockholm        |
| 1451.  | 20. 4. 2002  | Česko | 3 : 6 (0:2, 0:1, 3:3)                | Finsko    | Karjala Cup 2002                | Helsinky         |
| 1452.  | 20. 4. 2002  | Česko | 4 : 2 (2:1, 1:0, 1:1)                | Německo   | přátelsky                       | Norimberk        |
| 1453.  | 21. 4. 2002  | Česko | 1 : 4 (0:2, 1:1, 0:1)                | Rusko     | Karjala Cup 2002                | Helsinky         |
| 1454.  | 23. 4. 2002  | Česko | 6 : 0 (2:0, 2:0, 2:0)                | Rakousko  | přátelsky                       | Pardubice        |
| 1455.  | 26. 4. 2002  | Česko | 5 : 0 (1:0, 3:0, 1:0)                | Švýcarsko | Mistrovství světa 2002 (ZS)     | Jönköping        |
| 1456.  | 28. 4. 2002  | Česko | 5 : 3 (0:1, 3:1, 2:1)                | Japonsko  | Mistrovství světa 2002 (ZS)     | Jönköping        |
| 1457.  | 29. 4. 2002  | Česko | 7 : 5 (2:1, 2:2, 3:2)                | Německo   | Mistrovství světa 2002 (ZS)     | Jönköping        |
| 1458.  | 2. 5. 2002   | Česko | 3 : 1 (2:0, 0:0, 1:1)                | Lotyšsko  | Mistrovství světa 2002 (OFS)    | Jönköping        |
| 1459.  | 4. 5. 2002   | Česko | 5 : 4 (3:1, 1:3, 1:0)                | USA       | Mistrovství světa 2002 (OFS)    | Jönköping        |
| 1460.  | 5. 5. 2002   | Česko | 5 : 1 (2:0, 0:0, 3:1)                | Kanada    | Mistrovství světa 2002 (OFS)    | Jönköping        |
| 1461.  | 7. 5. 2002   | Česko | 1 : 3 (0:1, 1:1, 0:1)                | Rusko     | Mistrovství světa 2002 (ČTF)    | Jönköping        |

## Bilance sezóny 2001/02
| Soupeř    | Zápasy | Výhry | Remízy | Prohry | Skóre   |
| --------- | ------ | ----- | ------ | ------ | ------- |
| Finsko    | 5      | 3     | 0      | 2      | 18:13   |
| Japonsko  | 1      | 1     | 0      | 0      | 5:3     |
| Kanada    | 3      | 2     | 1      | 0      | 11:5    |
| Lotyšsko  | 1      | 1     | 0      | 0      | 3:1     |
| Německo   | 3      | 3     | 0      | 0      | 19:9    |
| Polsko    | 1      | 0     | 1      | 0      | 2:2     |
| Rakousko  | 1      | 1     | 0      | 0      | 6:0     |
| Rusko     | 6      | 1     | 0      | 5      | 12:15   |
| Slovensko | 3      | 2     | 1      | 0      | 11:5    |
| Švédsko   | 5      | 2     | 0      | 3      | 10:13   |
| Švýcarsko | 3      | 2     | 0      | 1      | 11:6    |
| USA       | 1      | 1     | 0      | 0      | 5:4     |
| Celkem    | 33     | 19    | 3      | 11     | 112*:76 |

- Ze zápasu Česko – Švédsko se do skóre započítával výsledek 3:3.

## Reprezentovali v sezóně 2001/02
| Post     | Hráč             | Zápasy | Branky | Minuty | Klub                        |
| -------- | ---------------- | ------ | ------ | ------ | --------------------------- |
| Brankáři | Dominik Hašek    | 4      | 8      | 238    | Detroit Red Wings           |
|          | Milan Hnilička   | 7      | 10     | 389    | Atlanta Thrashers           |
|          | Vladimír Hudáček | 1      | 5      | 65     | HC Continental Zlín         |
|          | Roman Málek      | 7      | 8      | 211    | HC Slavia Praha             |
|          | Dušan Salfický   | 6      | 18     | 339    | HC IPB Pojišťovna Pardubice |
|          | Adam Svoboda     | 7      | 13     | 372    | HC IPB Pojišťovna Pardubice |
|          | Jiří Trvaj       | 7      | 15     | 395    | HC Vítkovice                |

| Post     | Hráč              | Zápasy | Branky | Asis | Body | +/− | TM | Klub                        |
| -------- | ----------------- | ------ | ------ | ---- | ---- | --- | -- | --------------------------- |
| Obránci  | Miroslav Blaťák   | 2      | 0      | 0    | 0    | 2   | 2  | HC Continental Zlín         |
|          | Mario Cartelli    | 4      | 0      | 1    | 1    | 0   | 6  | HC Vagnerplast Kladno       |
|          | Martin Čech       | 4      | 0      | 1    | 1    | 1   | 6  | JYP Jyväskylä               |
|          | Marek Černošek    | 8      | 0      | 0    | 0    | -1  | 2  | HC Femax Havřov             |
|          | Miloslav Gureň    | 16     | 1      | 4    | 5    | 5   | 10 | HC Oceláři Třinec           |
|          | Roman Hamrlík     | 4      | 0      | 1    | 1    | 4   | 2  | New York Islanders          |
|          | Jan Hanzlík       | 1      | 0      | 0    | 0    | 0   | 0  | HC Sparta Praha             |
|          | David Havíř       | 1      | 0      | 0    | 0    | 0   | 0  | HC JME Znojemští Orli       |
|          | František Kaberle | 9      | 1      | 0    | 1    | 5   | 0  | Atlanta Thrashers           |
|          | Tomáš Kaberle     | 7      | 0      | 2    | 2    | -2  | 2  | Toronto Maple Leafs         |
|          | Petr Kadlec       | 4      | 0      | 0    | 0    | -1  | 0  | HC Slavia Praha             |
|          | Rostislav Klesla  | 9      | 1      | 3    | 4    | 5   | 2  | Columbus Blue Jackets       |
|          | Filip Kuba        | 9      | 2      | 3    | 5    | 1   | 18 | Minnesota Wild              |
|          | Petr Kuboš        | 7      | 0      | 0    | 0    | -1  | 0  | HC Vsetín                   |
|          | Pavel Kubina      | 12     | 4      | 5    | 9    | 12  | 8  | Tampa Bay Lightning         |
|          | František Kučera  | 4      | 0      | 1    | 1    | 2   | 2  | HC Sparta Praha             |
|          | Jiří Marušák      | 13     | 3      | 2    | 5    | 2   | 6  | HC Continental Zlín         |
|          | Petr Mudroch      | 4      | 1      | 0    | 1    | 1   | 0  | HC IPB Pojišťovna Pardubice |
|          | Angel Nikolov     | 20     | 0      | 3    | 3    | 2   | 8  | JYP Jyväskylä               |
|          | David Nosek       | 8      | 2      | 1    | 3    | 2   | 8  | HC Oceláři Třinec           |
|          | Jan Novák         | 5      | 0      | 1    | 1    | 3   | 4  | HC Slavia Praha             |
|          | Radek Philipp     | 8      | 0      | 1    | 1    | -1  | 8  | HC Vítkovice                |
|          | Marek Posmyk      | 4      | 0      | 1    | 1    | 2   | 0  | HC Continental Zlín         |
|          | Libor Procházka   | 4      | 0      | 0    | 0    | -2  | 4  | HC Oceláři Třinec           |
|          | František Ptáček  | 3      | 0      | 0    | 0    | 0   | 0  | HC Sparta Praha             |
|          | Martin Richter    | 3      | 0      | 0    | 0    | 0   | 0  | HC Sparta Praha             |
|          | Jan Slavík        | 5      | 0      | 0    | 0    | -2  | 2  | HC Oceláři Třinec           |
|          | Martin Škoula     | 4      | 0      | 0    | 0    | 3   | 0  | Colorado Avalanche          |
|          | Richard Šmehlík   | 4      | 0      | 0    | 0    | -3  | 4  | Buffalo Sabres              |
|          | Jaroslav Špaček   | 13     | 2      | 2    | 4    | 14  | 8  | Columbus Blue Jackets       |
|          | Michal Sýkora     | 19     | 2      | 6    | 8    | 5   | 24 | HC IPB Pojišťovna Pardubice |
|          | Libor Zábranský   | 4      | 0      | 0    | 0    | -2  | 2  | HC Sparta Praha             |
|          | Lukáš Zíb         | 2      | 0      | 0    | 0    | -1  | 0  | HC Becherovka Karlovy Vary  |
|          | Marek Židlický    | 16     | 1      | 2    | 3    | 5   | 12 | HIFK Hockey                 |
| Útočníci | Jaroslav Balaštík | 14     | 4      | 4    | 8    | 2   | 0  | HC Continental Zlín         |
|          | Kamil Brabenec    | 7      | 1      | 1    | 2    | -1  | 6  | HC Keramika Plzeň           |
|          | Daniel Branda     | 5      | 1      | 0    | 1    | -1  | 4  | HC Slavia Praha             |
|          | Michal Broš       | 13     | 0      | 2    | 2    | 3   | 8  | HC Sparta Praha             |
|          | Jiří Burger       | 4      | 0      | 0    | 0    | 0   | 0  | HC Vítkovice                |
|          | Petr Čajánek      | 24     | 5      | 8    | 13   | 2   | 18 | HC Continental Zlín         |
|          | Leoš Čermák       | 3      | 0      | 0    | 0    | 0   | 0  | HC Slavia Praha             |
|          | Jiří Dopita       | 4      | 2      | 2    | 4    | 3   | 2  | Philadelphia Flyers         |
|          | Radek Duda        | 7      | 4      | 1    | 5    | 4   | 8  | HC Keramika Plzeň           |
|          | Radek Dvořák      | 4      | 0      | 0    | 0    | -3  | 0  | New York Rangers            |
|          | Patrik Eliáš      | 4      | 1      | 1    | 2    | 3   | 0  | New Jersey Devils           |
|          | Martin Havlát     | 4      | 3      | 1    | 4    | 1   | 27 | Ottawa Senators             |
|          | Milan Hejduk      | 4      | 1      | 0    | 1    | -2  | 0  | Colorado Avalanche          |
|          | Jaroslav Hlinka   | 16     | 4      | 6    | 10   | 8   | 4  | HC Sparta Praha             |
|          | Jan Hrdina        | 13     | 3      | 2    | 5    | 6   | 14 | Pittsburgh Penguins         |
|          | David Hruška      | 3      | 0      | 0    | 0    | -1  | 0  | HC Femax Havřov             |
|          | Viktor Hübl       | 4      | 1      | 0    | 1    | -1  | 2  | HC Slavia Praha             |
|          | Martin Chabada    | 3      | 0      | 0    | 0    | 0   | 0  | HC Sparta Praha             |
|          | Jaromír Jágr      | 13     | 6      | 8    | 14   | 10  | 8  | Washington Capitals         |
|          | Lubomír Korhoň    | 2      | 0      | 0    | 0    | -1  | 2  | HC Femax Havřov             |
|          | Ondřej Kratěna    | 3      | 0      | 0    | 0    | 0   | 0  | HC Sparta Praha             |
|          | Vojtěch Kubinčák  | 3      | 0      | 0    | 0    | -2  | 2  | HC Chemopetrol Litvínov     |
|          | Tomáš Kucharčík   | 8      | 1      | 1    | 2    | 2   | 4  | Hämeenlinnan Pallokerho     |
|          | Robert Lang       | 4      | 1      | 2    | 3    | 3   | 2  | Pittsburgh Penguins         |
|          | Petr Leška        | 14     | 4      | 9    | 13   | 4   | 2  | HC Continental Zlín         |
|          | Jan Marek         | 2      | 0      | 0    | 0    | 0   | 2  | HC Oceláři Třinec           |
|          | Petr Míka         | 5      | 1      | 0    | 1    | 1   | 0  | HC Slavia Praha             |
|          | David Moravec     | 13     | 3      | 6    | 9    | 7   | 6  | HC Vítkovice                |
|          | Jiří Novotný      | 5      | 2      | 0    | 2    | -1  | 0  | HC České Budějovice         |
|          | Pavel Patera      | 16     | 4      | 4    | 8    | 6   | 10 | HC Vagnerplast Kladno       |
|          | Libor Pivko       | 10     | 3      | 1    | 4    | 1   | 4  | HC Continental Zlín         |
|          | Martin Procházka  | 20     | 6      | 7    | 13   | 13  | 2  | Avangard Omsk               |
|          | Milan Procházka   | 5      | 0      | 1    | 1    | 0   | 0  | HC JME Znojemští Orli       |
|          | Robert Reichel    | 4      | 1      | 0    | 1    | -2  | 2  | Toronto Maple Leafs         |
|          | Tomáš Rolinek     | 2      | 0      | 0    | 0    | 1   | 0  | HC IPB Pojišťovna Pardubice |
|          | Pavel Rosa        | 8      | 4      | 2    | 6    | 2   | 0  | Jokerit                     |
|          | Martin Ručinský   | 4      | 0      | 3    | 3    | -2  | 2  | Dallas Stars                |
|          | Zdeněk Sedlák     | 22     | 5      | 3    | 8    | 6   | 6  | HC Keramika Plzeň           |
|          | Josef Straka      | 7      | 0      | 2    | 2    | 2   | 0  | HC Keramika Plzeň           |
|          | Petr Sýkora       | 4      | 2      | 0    | 2    | 1   | 14 | HC IPB Pojišťovna Pardubice |
|          | Petr Sýkora       | 4      | 1      | 0    | 1    | 3   | 0  | New Jersey Devils           |
|          | Martin Štrba      | 11     | 1      | 4    | 4    | 5   | 0  | HC České Budějovice         |
|          | Jan Tomajko       | 4      | 0      | 0    | 0    | -3  | 0  | HC Sparta Praha             |
|          | Viktor Ujčík      | 23     | 7      | 7    | 14   | 5   | 22 | HC Slavia Praha             |
|          | Tomáš Vlasák      | 17     | 6      | 10   | 16   | 2   | 8  | HC Ambrì-Piotta             |
|          | Marek Vorel       | 7      | 1      | 0    | 1    | 0   | 0  | HC JME Znojemští Orli       |
|          | Pavel Vostřák     | 4      | 0      | 0    | 0    | -2  | 0  | JYP Jyväskylä               |
|          | Vladimír Vůjtek   | 9      | 2      | 1    | 3    | 2   | 2  | Hämeenlinnan Pallokerho     |
|          | David Výborný     | 9      | 1      | 4    | 5    | 3   | 20 | Columbus Blue Jackets       |

| Trenéři           | Funkce   |
| ----------------- | -------- |
| Josef Augusta     | Hlavní   |
| Vladimír Martinec | Asistent |

## Přátelské mezistátní zápasy
Česko –  Polsko	2:2 (1:1, 1:0, 0:1)
4. září 2001 – Osvětim

Branky Česka: 14. Kamil Brabenec, 22. Viktor Hübl

Branky Polska: 5. Klisiak, 42. Tkacz.

Rozhodčí: Mihálik (SVK) – Rajsi, Lipik (POL)

Vyloučení: 6:4 (0:1)

Diváků: 2 850
Česko: Roman Málek – Mario Cartelli, David Havíř, Petr Kadlec, Angel Nikolov, Radek Philipp, Libor Procházka, Michal Sýkora, Libor Zábranský – David Moravec, Jaroslav Hlinka, Martin Procházka – Viktor Ujčík, Petr Čajánek, Viktor Hübl – Pavel Vostřák, Michal Broš, Jan Tomajko – Petr Sýkora, Jiří Burger, Kamil Brabenec – Vojtěch Kubinčák.
Polsko: Wawrzkiewicz – Smielowski, Zamojski, Labuz, Gil, Klys, Gonera, D. Laszkiewicz, Trzópek – Klisiak, Parzyszek, L. Laszkiewicz – Wolkowicz, Tkacz, Demkowicz – Sarnik, Slaboň, Slusarcyk – Proszkiewicz, Biela, Justka.

 Česko –  Finsko 4:0 (2:0, 0:0, 2:0)
16. prosince 2001 – Helsinky	

Branky Česka: 6. Viktor Ujčík, 8. Pavel Patera, 42. Martin Štrba, 52. Martin Procházka.

Branky Finska: nikdo

Rozhodčí: T. Favorin – Bruun, J. Favorin (FIN)

Vyloučení: 6:4

Diváků: 7 031
Česko: Adam Svoboda – Marek Posmyk, Petr Mudroch, David Nosek, Miloslav Gureň, Marek Židlický, Angel Nikolov, Jiří Marušák, Martin Čech – Vladimír Vůjtek, Pavel Patera, Martin Procházka – Viktor Ujčík, Petr Čajánek, Martin Štrba – Jaroslav Balaštík, Petr Leška, Libor Pivko – Pavel Rosa, Tomáš Kucharčík, Zdeněk Sedlák – Daniel Branda.
Finsko: Niitymäki – Alanko, Saarinen, Mäntylä, Välivaara, Vallin, Niskala, Kakko, Tukio – Salmelainen, Kauppinen, Turunen – Hassinen, A. Miettinen, Pesonen – T. Elomo, Sihvonen, Pirnes – V. Immonen, Pirjetä, Koskenkorva.

 Česko –  Švýcarsko	2:3 (1:1, 0:0, 1:2)
4. dubna 2002 – Mladá Boleslav

Branky Česka: 2. Radek Duda, 44. Jiří Novotný

Branky Švýcarska: 3. Rötheli, 42. Wichser, 59. Hirschi.

Rozhodčí: Lepaus (FIN) – Barvíř, Blümel (CZE)

Vyloučení: 3:6 (0:1)

Diváků: 1 400
Česko: Dušan Salfický – Marek Židlický, Angel Nikolov, Jan Novák, Miloslav Gureň, Lukáš Zíb, Jan Slavík, Petr Kuboš, Marek Černošek – Tomáš Rolinek, Jan Marek, Tomáš Vlasák – Radek Duda, Josef Straka, Zdeněk Sedlák – Martin Štrba, Jiří Novotný, Lubomír Korhoň – David Hruška, Marek Vorel, Milan Procházka.
Švýcarsko: Bührer – Hirschi, Steinegger, Höhener, Fischer, B. Gerber, Hänni – Rüthemann, Jeannin, Rötheli – Demuth, Aeschlimann, Wischer – Reichert,T. Ziegler, Conne – Rothen, Burtkhalter, Monnet.

 Česko –  Švýcarsko	4:3 (1:1, 2:2, 1:0)
5. dubna 2002 – Tábor

Branky Česka: 10. Radek Duda, 25. Jiří Novotný, 40. Tomáš Vlasák, 58. Marek Židlický

Branky Švýcarska: 14. Burkhalter, 32. Reichert, 35. Hirschi.

Rozhodčí: Lepaus (FIN) – Bláha, Kostka (CZE)

Vyloučení: 6:9 (3:1)

Diváků: 4 000
Česko: Adam Svoboda – Marek Židlický, Angel Nikolov, Jan Novák, Miloslav Gureň, Lukáš Zíb, Jan Slavík, Petr Kuboš, Marek Černošek – Martin Štrba, Jiří Novotný, Tomáš Vlasák – Radek Duda, Josef Straka, Zdeněk Sedlák – David Hruška, Marek Vorel, Milan Procházka – Tomáš Rolinek, Jan Marek, Lubomír Korhoň.
Švýcarsko: Pavoni – Steinegger, B. Gerber, Fischer, Hirschi, Hänni, Höhener – Rötheli, Jeannin, Reichert – Wichser, Aeschlimann, Rothen – Conne, T. Ziegler, Rüthemann – Monnet, Burkhalter, Demuth.

 Česko –  Slovensko 5:1 (2:0, 3:1, 0:0)
9. dubna 2002 – Olomouc

Branky Česka: 2. Jiří Marušák, 19. Zdeněk Sedlák, 29. a 37. Jaroslav Balaštík, 37. Viktor Ujčík

Branky Slovenska: 22. Špilár.

Rozhodčí: Karas (POL) – Barvíř, Pouzar (CZE)

Vyloučení: 2:3

Diváků: 3 485
Česko: Dušan Salfický – Marek Židlický, Angel Nikolov, Jiří Marušák, Miroslav Blaťák, Michal Sýkora, Miloslav Gureň, Jan Novák, Marek Černošek – Viktor Ujčík, Petr Míka, Tomáš Vlasák – Jaroslav Balaštík, Petr Leška, Libor Pivko – Radek Duda, Josef Straka, Zdeněk Sedlák – Milan Procházka, Marek Vorel, Martin Štrba.
Slovensko: Lipovský (37. Šimonovič) – Čierny, Bača, Topoli, Rich. Pavlikovský, Harant, Urban, M. Ivičič, Starosta – Karabin, P. Pucher, Uram – Pardavý, Rob. Petrovický, Špilár – Školiak, Klouda, Sabol – Fabuš, Rast. Pavlikovský, Somík – Kmiť.

 Česko –  Slovensko	2:0 (1:0, 1:0, 0:0)
10. dubna 2002 – Martin

Branky Česka: 3. Radek Duda, 27. Marek Vorel.

Branky Slovenska: nikdo

Rozhodčí: Karas (POL) – Hriňa, Lauff (SVK)

Vyloučení: 5:8

Diváků: 3 000
Česko: Roman Málek (31. Adam Svoboda) – Marek Židlický, Angel Nikolov, Miloslav Gureň, Miroslav Blaťák, Jan Novák, Jan Slavík, Petr Kuboš, Marek Černošek – Radek Duda, Josef Straka, Zdeněk Sedlák – Jaroslav Balaštík, Petr Leška, Libor Pivko – Milan Procházka, Marek Vorel, Martin Štrba – Jiří Novotný, Petr Míka.
Slovensko: Šimonovič – Čierny, Bača, M. Ivičič, Rich. Pavlikovský, Topoli, Urban, Harant, Starosta – Pardavý, P. Pucher, Uram – Rob. Petrovický, Rast. Pavlikovský, Somík – Karabín, Sabol, Špilár – Školiak, Fabuš, Kmiť – Klouda.

 Česko –  Slovensko	4:4 (0:0, 1:2, 3:2)
16. dubna 2002 – Brno

Branky Česka: 33. Libor Pivko, 42. Jiří Marušák, 45. Tomáš Vlasák, 48. Libor Pivko

Branky Slovenska: 30. Tomík,  39. Rób. Petrovický, 45. Tomík, 51. Uram.

Rozhodčí: Lichtnecker (GER) – Barvíř, Cambal (CZE)

Vyloučení: 3:3 (1:1)

Diváků: 8 500
Česko: Dušan Salfický – Michal Sýkora, Jan Slavík, Marek Židlický, Angel Nikolov, Jiří Marušák, Miloslav Gureň, Petr Kuboš, Marek Černošek – Vladimír Vůjtek, Pavel Patera, Martin Procházka – Viktor Ujčík, Petr Čajánek, Tomáš Vlasák – Jaroslav Balaštík, Petr Leška, Libor Pivko – David Hruška, Marek Vorel, Milan Procházka.
Slovensko: Staňa – Bača, Čierny, Lintner, Milo, Rich. Pavlikovský, Štrbák, Hecl, Tabaček – Pardavý, Pucher, Uram – Rób. Petrovický, Rast. Pavlikovský,Špilár – Tomík, Miroslav Hlinka, Somík – Kropáč, Hurtaj, Sabol.

 Česko –  Německo 4:2 (2:1, 1:0, 1:1)
20. dubna 2002 – Norimberk

Branky Česka: 5. Martin Procházka, 19. Jaroslav Špaček, 27. Pavel Patera, 51. Viktor Ujčík

Branky Německa: 20. a 58. Kreutzer.

Rozhodčí: Pakoslahti (FIN) – Heffler, Neubert (GER)

Vyloučení: 3:5 (0:0, 1:0)

Diváků: 6 158
Česko: Milan Hnilička (30. Jiří Trvaj) – Filip Kuba, František Kaberle, Jaroslav Špaček, Rostislav Klesla, Jan Novák, Jan Slavík, Jan Hanzlík – Jaromír Jágr, Jan Hrdina, Jaroslav Hlinka – David Moravec, Pavel Patera, Martin Procházka – Viktor Ujčík, Petr Čajánek, Tomáš Vlasák – Vladimír Vůjtek, Michal Broš, David Výborný.
Německo: Seliger – Köppchen, Schubert, Ehrhoff, Benda, Moling, Goldmann, Pyka, Schönmoser – J. Rumrich, M. Reichel, Sulkovsky – Soccio, Morcinietz, Kathan – Loth, Kreutzer, Abstreiter – Lewandowski, Blank, Francz.

 Česko –  Rakousko 	6:0 (2:0, 2:0, 2:0)
23. dubna 2002 – Pardubice	

Branky Česka: 12. Pavel Kubina, 18. Zdeněk Sedlák, 29. David Moravec, 40. Jan Hrdina, 45. a 52. Filip Kuba.

Branky Rakouska: nikdo

Rozhodčí: Karas (POL) – Český, Kostka (CZE)

Vyloučení: 1:3 (1:0)

Diváků: 9 100
Česko: Milan Hnilička – Pavel Kubina, Jaroslav Špaček, Michal Sýkora, František Kaberle, Filip Kuba, Rostislav Klesla – Jaromír Jágr, Jan Hrdina, Jaroslav Hlinka – David Moravec, Pavel Patera, Martin Procházka – Viktor Ujčík, Petr Čajánek, Tomáš Vlasák – David Výborný, Michal Broš, Zdeněk Sedlák.
Rakousko: Dalplaz – H. Hohenberger, R. Lukas, Lavole, M. Hohenberger, Sintschnig, Ulrich, P. Lakos, Unterluggauer – Kalt, P. Lukas, Brandner – Setzinger, Pöck, Salfi – Trattnig, Schaden, Perthaler – König, Reitner, Szücs.